# Erhard Karkoschka
Erhard Karkoschka (* 6. März 1923 in Ostrava; † 26. Juni 2009 in Stuttgart-Heumaden) war ein deutscher Komponist und Hochschullehrer.

## Leben und Wirken
Erhard Karkoschka spielte nach Militärdienst ab 1945 kurzzeitig als Geiger im Bayreuther Symphonieorchester. Von 1946 bis 1953 studierte er an der Musikhochschule Stuttgart Komposition (bei Karl Marx) und Dirigieren sowie von 1956 bis 1959 Musikwissenschaft (bei Walter Gerstenberg und Georg Reichert) an der Universität Tübingen, wo er 1959 mit Studien zur Entwicklung der Kompositionstechnik im Frühwerk Anton Weberns promoviert wurde. Seit 1948 unterrichtete er an der Stuttgarter Musikhochschule das Fach Tonsatz, ab 1958 als Dozent und ab 1964 als Professor. Dort gründete er 1962 das Ensemble Neue Musik (seit 1976 Contac-Ensemble). Von 1973 bis zu seiner Emeritierung im Jahr 1987 leitete er das Studio für Elektronische Musik. Nach seiner Emeritierung hielt er Kurse und Vorlesungen unter anderem in Südafrika, China und Korea.
Er war von 1964 bis 1972 Vorstandsmitglied im Institut für Neue Musik und Musikerziehung Darmstadt e. V. und von 1974 bis 1980 Präsident der Gesellschaft für Neue Musik e. V.
Karkoschka komponierte Orchesterwerke, Kammermusik, Orgelwerke, Werke für elektronische Instrumente, Kantaten, Motetten, Psalmen und Gesänge.
1971 wurde er mit dem Johann-Wenzel-Stamnitz-Preis der Künstlergilde Esslingen ausgezeichnet.

## Werke
- Symphonische Evolution aus zwei eigenen Themen (1953)
- Gott ist ein König! Drei Motten für gemischte Stimmen nach Worten aus dem 47., 4. und 74. Psalm (1954)
- Symphonia Choralis über "Veni Sancte Spiritus" (1957)
- Kleines Konzert für Violine und Kammerorchester (1965)
- vier stufen (1965)
- triptychon über B-A-C-H für Orgel (1966)
- Quattrologe für Streichquartett (1966)
- Variationen zu keinem Originalthema und aus diesem heraus (1974)
- Klangbrunnen, multimediales Projekt (1975)
- Teleologies (1978)
- Allklang (1978)
- Entfalten (1982/83)
- Kammermusik für Orchester (1983)
- Vom Sterben. Von der neuen Geburt nach Texten von Martin Luther (1983)
- Bläsergedicht (1987)
- Klangzeitspektakel nach einem Skriptogramm von Kurt Leonhard (1988)
- Orpheus-Chöre nach den Metamorphosen von Publius Ovidius Naso (1989)
- Orpheus? Oder Hadeshöhe, Kammeroper (1990–92)
- Unterwegs – zwischen zwei Schubertländlern (1994)
- N quarto: Papafrebe (1995)
- Celan Variationen I-V nach Gedichten von Paul Celan (1996–98)
- Klangzeit, Holzschnitt in drei Szenen nach Gedichten von Günter Sopper (2004)

## Schriften
- Das Schriftbild der neuen Musik. Celle: Moeck 1966. Englische Ausgabe, übersetzt von Ruth Koenig: Notation in new music : a critical guide to interpretation and realisation. London [u. a.]: Universal Edition 1972. Japanische Ausgabe, übersetzt von Irino Yoshirō: Gendai ongaku no kifu. Tokio: Zen'ongakufushuppansha 1978. ISBN 4-11800-181-0, 9784118001814
- Analyse neuer Musik, 2 Bände. Herrenberg: Döring 1976
- (zusammen mit Hubert Haas) Neue Musik hören. Eine Hörerziehung mit neuer Musik in Theorie und Praxis. Arbeitsheft und Kassette. Rohrdorf: Rohrdorfer Musikverlag Schmid 1981
- Versuch über Weberns Einsatz der Gitarre in seinen Opera 10, 18 und 19, nova giulianiad, Band 3/Nr. 11–12/88